# 설날 (한국)
설날은 추석과 더불어 대표적인 한국의 명절로, 음력 1월 1일이다. 설이라고도 불린다. 현대 한국에서 새해는 대부분 양력 1월 1일인 새해 첫날에 기념하고, 일가 친척들이 만나는 전통 명절 기념은 음력설에 한다. 설날에는 조상에게 차례를 지내고, 친척이나 이웃 어른들에게 세배를 하는 것이 한민족 고유의 풍습이다. 그믐밤에 잠을 자면 눈썹이 하얗게 샌다고 하여 밤을 지새우기도 한다. 차례를 지내고 세배를 한 후에는 윷놀이·널뛰기·연날리기 등 여러 민속놀이를 하며 이 날을 즐겼다. <동국세시기>에 따르면, 1년 동안 빗질하며 빠진 머리카락을 빗상자 안에 모아 두었다가 설날 해질 무렵에 태우며 나쁜 병을 물리치고 건강을 기원하는 풍속이 있었다고 한다. 현재 설날은 음력설 당일을 기준으로 전날과 다음날을 포함해 총 3일간 공휴일로 지정하고 있다. 대한민국의 경우 2014년부터 대체공휴일 적용 대상 공휴일이 되었고 이에 따라 설날이 4일 연휴가 되는 경우도 있다.

## 명칭
설날은 해(年)의 한 간지가 끝나고 새 간지가 시작되는 날로, ‘설’은 ‘설다’, ‘낯설다’, ‘익숙하지 못하다’, ‘삼가다’ 등의 의미에서 유래한 것으로 추측된다. 일제강점기에는 양력 1월 1일을 신정(新正), 본래의 설날을 구정(舊正)이라고 하였는데, 이는 일본에서 화력(和曆)을 양력으로 바꿀 때 음력 설을 구정(旧正)이라고 부르면서 만든 말이다.

## 유래와 역사
음력설은 서기 488년 신라 비처왕 시절 설날을 쇠었다는 삼국유사의 기록이 있으며, 이후 고려와 조선까지 이어졌다.
을미개혁으로 양력이 도입되면서 1896년부터 공식적인 새해 첫날의 기능은 양력 1월 1일(양력설)에 내주었다.
광복 이후 대한민국에서도 40여 년간 음력설은 명절로서 대접받지 못하고 양력 1월 1일부터 1월 3일까지를 공휴일로 지정하였다. 특히, 이승만 정부와 박정희 정부는 이중과세(二重過歲)라는 이유로 사기업체의 휴무에 불이익을 주면서까지 음력설을 없애려 하였고, 양력설에 차례를 지낼 것을 권장하여 서울 등 대도시의 일부 가정에서는 양력설을 쇠는 풍토가 생겨났다.
그러나, 대부분 가정에서는 여전히 음력설에 차례를 지내는 전통을 유지했기 때문에 음력설도 공휴일로 지정하여 이러한 전통을 존중해야 한다는 의견이 대두되면서 정부는 1985년부터 1988년까지 민속의 날이라는 이름으로 음력 1월 1일 하루를 공휴일로 지정하였다. 6월 항쟁 이후 집권한 노태우 정부는 민족 고유의 설날을 부활시켜야 한다는 여론을 받아들여 1989년에 음력설을 설날로 하고, 섣달그믐(음력 12월 말일)부터 음력 1월 2일까지 3일 간을 공휴일로 지정하였다.

### 공휴일 지정
대한민국에서는 1985년부터 1988년까지 음력설을 공휴일로 지정하였고, 1989년부터 설날을 3일 연휴(음력 12월 말일부터 음력 1월 2일까지)로 지정하였다. 조선민주주의인민공화국에서는 1967년부터 음력설을 공휴일로 지정하였고, 현재는 단지 휴식일의 개념으로써 하루만 공휴일로 지정하였다. 북한은 양력 1월 1일을 설날이라 하여 더 중요시 여기고 있다.

## 풍습

### 차례 및 세배

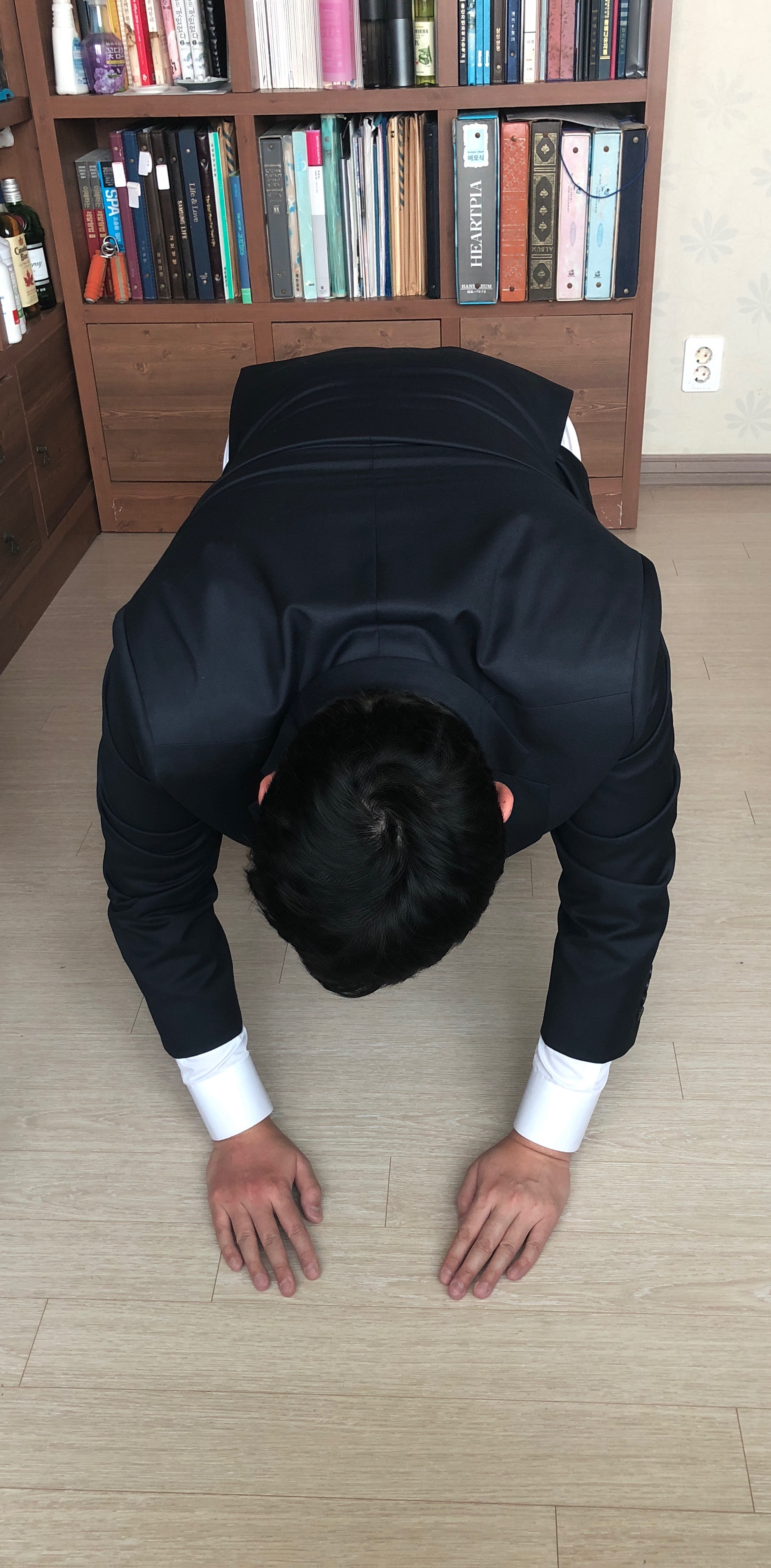
큰절

집안에 따라 종교나 가풍에 따라 다른 경우도 있지만, 보통 설날 아침에는 전통적으로 차례를 지내고, 떡국을 먹는다. 설날에 떡국을 먹는 것이 나이를 한 살 더 먹는다는 의미가 있다.
차례를 지내고 난 후에는 친척이나 이웃 웃어른들에 세배를 한다. 세배는 웃어른에게 감사의 마음을 표현하고 건강을 기원하는 의미가 담겨 있다. 세배를 받은 웃어른들은 아랫사람에게 답례로 세뱃돈이나 덕담을 해준다.

### 설빔
설날에 남자·여자·늙은이·젊은이·어린이 할 것 없이 모두 일찍 일어나 세수하고 갈아입은 새옷을 설빔이라고 하며, '세장'이라고도 한다. 설빔은 섣달 그믐 이전에, 색깔이 있는 화려한 옷으로 마련하여 대체로 대보름까지 입는다.

### 설 음식
설날 차리는 음식은 '세찬(歲饌)', 술은 '세주(歲酒)'라고 한다. 설날이 되면 여러 가지 음식을 만들어 먹고, 세배하러 온 손님에게도 대접하는데, 이때 반드시 떡국을 차린다. 흰쌀을 빻아 만든 떡국은 설날 아침 제사지낼 때 제물(祭物)로 차리거나 손님에게 차려 내는데, 새해 때마다 떡국을 먹으므로 아이들이 나이를 물을 때 "떡국 몇 그릇 먹었느냐?"고 묻기도 한다. 설날 흰떡을 사용하여 떡국을 만드는 것은 새해 첫날이 밝아오므로 밝음의 뜻으로 흰떡을 사용하고, 떡국의 떡을 둥글게 하는 것은 둥근 태양을 상징하는 등 태양숭배 사상에서 유래된 듯하다.
설날에는 떡국외에도 쇠고기 산적, 떡갈비, 식혜, 수정과등을 먹는다.

### 놀이

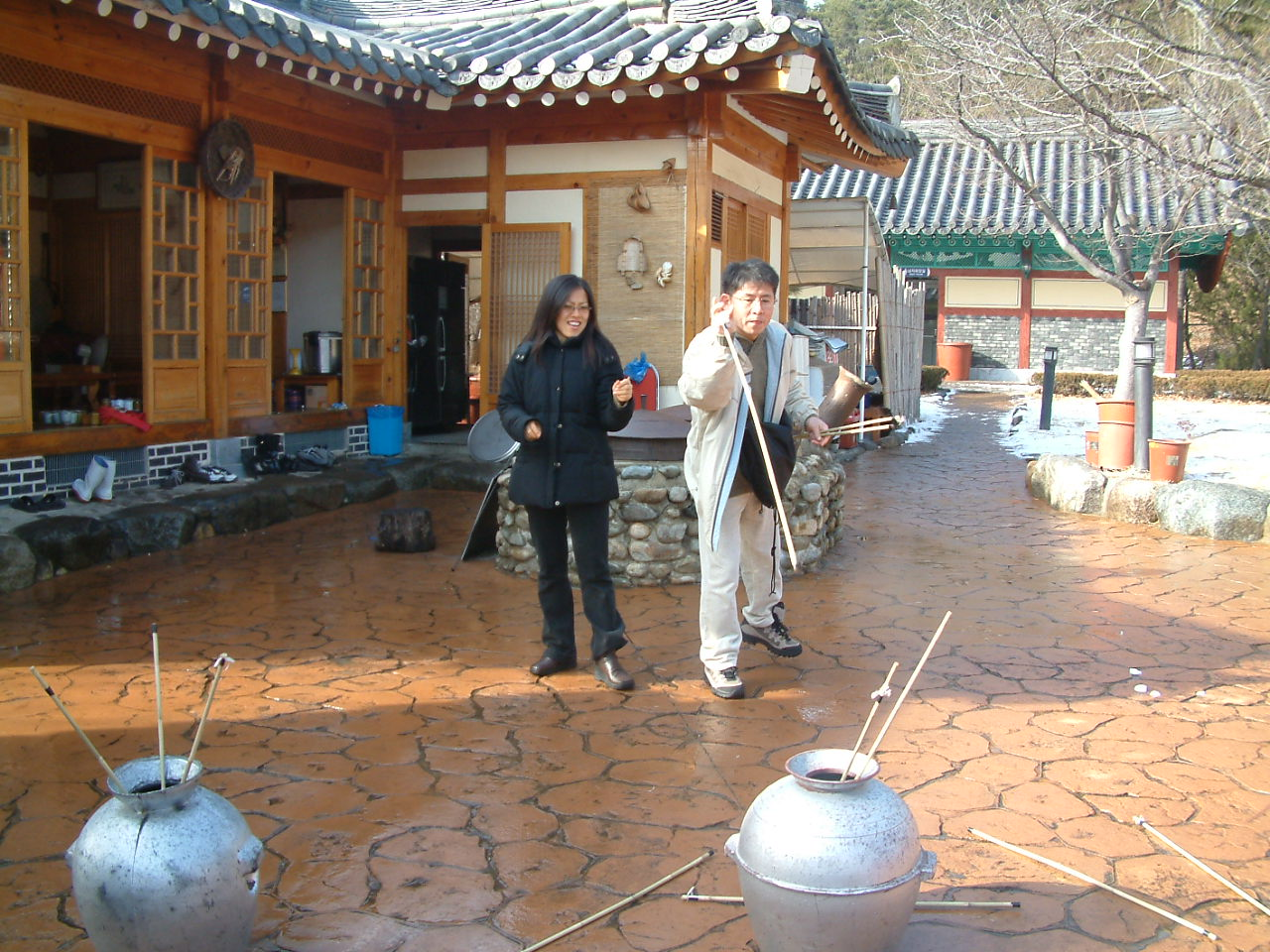
투호

설날에는 1년의 운수를 점친다.
- 토정비결: 토정 이지함이 주역을 참조하여 만들었다고 전해진다. 생년월일을 따져 한 해의 운수를 본다.
- 청참: 새해 첫새벽에 사람 소리나 짐승 소리 등 그날 처음 듣는 소리로 점을 치는데 그걸 청참이라고 한다. 청참은 자기의 신수를 점친다.
- 오행점: 나무판이나 엽전에 오행(금, 나무, 물, 불, 흙)의 글자를 새겨 점을 본다.
- 윷점: 윷을 던져 점을 본다.

이 외에, 설날 또는 그 수일 간의 날씨를 살펴 한 해의 운수를 점치는 풍습이 각 지방에 남아 있다.

### 복조리
설날 이른 아침 또는 섣달 그믐날 밤 자정이 지나서, 대나무를 가늘게 쪼개어 엮어서 만든 조리를 사서 벽에 걸어 두는 풍습이 있는데, 이것을 복조리라고 한다.
전국에서 조리 장사가 이것을 팔기 위하여 초하루 전날 밤부터 밤새도록 인가 골목을 돌아다닌다. 이러한 풍속은 조리가 쌀을 이는 기구이므로 그해의 행운을 조리로 일어 취한다는 뜻에서 비롯 된 것으로 볼 수 있다.
또 설날에 1년 동안 사용할 조리를 그 수량대로 사서 방 한쪽 구석이나 대청 한 귀퉁이에 걸어 두고 하나씩 사용하면 1년 동안 복이 많이 들어온다는 민간 신앙도 있다.

### 야광귀
설날 밤에 야광이란 귀신이 사람들이 사는 마을로 내려와 아이들의 신을 신어 보고 발에 맞으면 신고 간다는 속설이 있다. 신을 잃어버린 아이는 그해 운수가 불길하다고 하여 모두들 신을 감추고 일찍 잠자리에 든다. 그리고 체를 마루 벽이나 대문 위에 걸어 두면 야광귀가 와서 체의 구멍을 세느라고 아이들의 신을 신어 볼 생각을 못하고 있다가 날이 밝으면 도망쳐 버린다고 한다.

## 같이 보기
- 새해 첫날
- 섣달그믐
- 정월 대보름
- 추석
- 입춘 (한국의 설날은 음력 1월 1일로서, 양력 1월 21일~2월 20일 사이에 온다. 즉, 입춘 (양력 2월 4일 경) 전후 ±15일이다.)
- 다른 문화권의 설날